# Llaüt
|  | Per a l'embarcació de vela llatina, vegeu Llagut. |

El llaüt (de l'àrab العود, al-ʿūd) és un instrument de corda pinçada amb la caixa de ressonància en forma de mitja pera -és a dir, amb el fons còncau, corbat, constituït per diverses lames de fusta, unides entre elles- unida a un mànec de llargada variable. En la classificació de Hornbostel-Sachs, és un cordòfon compost que pertany al grup de llaüts amb mànec. És un instrument monòdic.

## Etimologia
Les paraules «llaüt» i «ud» provenen de l'àrab al-ud (العود, literalment ‘fusta’). Una investigació recent d'Eckard Neubauer suggereix que ud podria ser una versió arabitzada del terme persa rud, que significa ‘corda’, ‘corda pinçada’ o ‘llaüt’. I també s'ha suggerit que «fusta» és el nom que permet distingir per primera vegada aquest instrument amb taula harmònica de fusta dels seus predecessors, que utilitzaven membranes de pell. Gianfranco Lotti suggereix que «fusta» pot comportar connotacions negatives a causa de les prohibicions de tota la música instrumental a l'islam.

## Llaüts antics
Podem distingir de forma força clara dos tipus de llaüt: el primerenc, el llaüt de mànec llarg, i el llaüt de mànec curt. Hi ha una àmplia gamma de diferències dins de cada tipus, però la majoria tenen unes característiques comunes, com és el mànec allargat sense trasts i un petit cos en forma ovalada o semblant a una ametlla, que abans de ser de fusta s'empraven carbasses o cosa que abans de l'adveniment de la construcció en fusta es forma a partir d'una carbassa o d'una closca de tortuga. En molts exemplars antics, la taula harmònica és de pell, el mànec s'uneix a ella a través d'una perforació i se subjecta amb costures i té cordes, normalment dues, que s'uneixen des de l'extrem inferior del mànec que s'uneixen a la part superior on es fan nusos i s'hi pengen decoracions diverses. Les clavilles no van ser introduïdes fins molt temps després de l'evolució de l'instrument.
Els llaüts de mànec llarg es creu que es van originar entre els semites de l'oest de Síria. Una de les primeres aparicions podria haver-se donat en dos segells cilíndrics del regnat accadi (ca. 2370-2110 aC): en un d'ells, el llaüt és en mans d'un home que juga amb un home-ocell davant un déu assegut. En contrast amb les dones arpistes, cobertes de roba, els llaütistes de Mesopotàmia solen aparèixer nus o amb animals. Cap d'aquests instruments ens ha arribat, però la seva popularitat està provada en molts objectes del període babilònic. Al Louvre podem trobar una pedra babilònica, trobada a Susa, que mostra homes barbuts amb arcs a l'esquena, tocant el llaüt en companyia d'animals com el lleó, la pantera, antílops, cavalls, ovelles, bous i una estruç. Al segon mil·lenni abans de Crist també s'ha trobat un testimoni de llaüt a l'Imperi Hitita: en un test d'Alishar Höyük, s'hi ha conservat el final d'un mànec amb dues cordes penjant.

## Història
Al segle vi els búlgars van portar el kopuz de coll curt als Balcans, i al segle ix els musulmans van dur l'ud a la península Ibèrica, seguint l'evolució. Fou molt utilitzat entre els segles xiv i xviii i va ressorgir de nou al segle xx amb el moviment denominat de la música antiga. El seu període d'esplendor, però va ser el del Renaixement i el del Barroc. Des del segle xvi fins a mitjan segle xviii, aproximadament, va ser l'instrument més popular a tot Europa. La seva popularitat només -potser- va ser igualada per la viola d'arc, excepció feta de la península Ibèrica on l'instrument de corda polsada per antonomàsia era la viola de mà que complia les mateixes funcions i prestacions que el llaüt però amb un so diferent.
L'origen del llaüt, però, es remunta a les civilitzacions sumèries (2000 aC), a partir d'aquí s'estengué cap als territoris assiris. S'anà perfeccionant i expandint cap a l'Est, on donà altres tipus de llaüt a la Xina (pipa), al Japó (biwa), i també cap al Sud, on aparegué un model que arrelà a Egipte, com a resultat de la influència d'Hyksos, qui obrí el país a les idees de l'est asiàtic. Primer s'anomenà barbat (o llaüt sassànida), i va ser al segle VII que passaria a dir-se ud, quan els àrabs el van construir íntegrament de fusta. A partir del segle ix, el claviller es va començar a corbar cap enrere, amb les clavilles inserides als laterals. Les cordes eren dobles i es tocaven amb un plectre. Aquest model de llaüt es donà a conèixer a Europa a partir del segle xii, tot i que ja existien models anteriors a l'Àndalus. Ja s'esmenta en els escrits d'Avicenna (980-1037) quan parla de música culta. La primera representació iconogràfica apareix a les Cantigas de Santa María, a finals del segle xiii, on es veu un instrument àrab integrat a l'instrumental cristià.
No s'arriba a definir la data en què el llaüt s'introdueix a altres parts d'Europa, però hi ha la possibilitat que els àrabs el portessin amb ells quan van envair Sicília al segle viii. A partir del segle x, les croades suposarien una altra manera d'introduir l'instrument a Europa i, també, amb l'augment d'activitats comercials a través de Venècia. L'ud encara hi era present, però encara sense trasts, i era força similar als llaüts primerencs que apareixien a la iconografia medieval europea. La informació de com eren els instruments es dedueix, sobretot, de quadres, escultures o descripcions literàries, ja que no ha sobreviscut cap exemplar d'abans del segle xvi.Segons aquestes fonts, el llaüt sempre ha tingut cordes dobles i, el primer de tots, només tenia quatre ordres. No queda tampoc cap evidència de la seva afinació, però se suposa que la guitarra de quatre ordres del segle xvi s'afinava igual que un llaüt, amb intervals de quarta, tercera i quarta.

## Estructura del llaüt occidental

### Caixa de ressonància
La caixa de ressonància o fons, de forma combada, de diverses peces de fusta, anomenades costelles, acoblades i encolades entre elles, que poden ser, entre d'altres, de plàtan americà, auró, cirerer, banús o palissandre. Al final d'aquestes costelles, hi ha un reforç tant intern com extern, normalment de la mateixa fusta i, a la part superior, s'ajunten amb el mànec amb un bloc de fusta més tova. La taula harmònica, damunt la caixa de ressonància, quasi sempre és feta amb fusta de pícea, se superposa lleugerament amb el mànec i s'estreny al costat del diapasó per fixar la posició. El gruix de la taula harmònica pot variar, però sovint fa entre 1,5 i 2 mil·límetres. La tensió de les cordes pot deformar aquesta taula, de manera que s'apliquen reforços a través d'unes barres transversals de la mateixa fusta que la taula. En els llaüts dels segles xvii i XVIII, la part on s'ajunten la taula harmònica amb el fons es cobrien per fora amb una cinta de pergamí o roba anomenada "lace". Les barres, a més a més de donar suport a la taula, tenen un efecte important en la qualitat del sol. Amb la divisió de la taula amb un nombre de seccions, cadascuna aporta una millora de la ressonància i dels harmònics produïts per les cordes.
Els llaüts poden tenir d'una a tres rosetes, de forma rodona, normalment amb elaborada marqueteria de formes geomètriques, d'influència àrab. El pont, també de fusta de fruiter, es troba adjunt a la taula harmònica, situat entre ⅕ i 1/7 de la llargada total del llaüt. El cordal, a diferència d'altres cordòfons, com els de corda fregada, el cordal es troba al pont mateix, consisteix en uns forats per on es passen les cordes i s'hi fa un nus que ajuda a mantenir la tensió, juntament amb les clavilles a l'altre extrem.

### Mànec i claviller
En el cas dels llaüts més antics, que coneixement gràcies a les representacions iconogràfiques, el mànec és clarament més prim de com el coneixem ara, i amb especial reducció a la part del claviller. En el cas del llaüt occidental, el mànec és una peça de fusta lleugera i allargada, sovint de banús, que surt del cos de l'instrument sobre el qual es tiben les cordes. Els trasts del llaüt són movibles, són cordes fetes de budell lligades al voltant del mànec. Es malmeten amb l'ús i han de ser canviats sovint. El batedor o diapasó és la làmina que cobreix el masteler per protegir-ho del desgast i donar-li rigidesa, ja que sobre ella es recolzen els dits de l'executant en trepitjar les cordes. Sol ser de banús. Les cordes se situen en paral·lel a la tapa harmònica. Històricament, les cordes s'han fet de budell, d'intestí d'ovella (de vegades combinat amb metall) i actualment se'n fan de sintètiques que imiten el budell, amb un entorxat metàl·lic a les cordes més gruixudes. La fabricació moderna combina budell i niló. La corda de budell és més autèntica per al repertori antic, però és molt més inestable de cara a l'afinació, que queda subjecta als canvis d'humitat. El niló ofereix molta més estabilitat, però per als puristes és del tot anacrònic, ja que difereix del so original. Cal destacar l'ús de les catlines que s'empraven històricament. Són unes cordes d'origen català que consistien en enrotllar diverses cordes juntes i se submergien en una solució de metall perquè guanyessin massa. Les catlines tenen un diàmetre més gran comparades amb les cordes de niló de la mateixa afinació. Produïen un timbre més baix que les diferenciava d'altres cordes.
El claviller dels llaüts forma un angle d'uns vuitanta graus amb el mànec, presumiblement per ajudar a suportar la tensió de les cordes baixes damunt la celleta que, tradicionalment, no està encolada i es manté al seu lloc només amb la pressió de les cordes. Les clavilles són simples estaques de fusta dura, de vegades còniques, que se subjecten a través dels forats del claviller i amb la pressió de les cordes. Igual que passa amb altres instruments que fan servir clavilles, la fusta de què estan fetes és crucial. La fusta que habitualment s'ha utilitzat per a fer-les és de prunera. A mesura que la fusta pateix l'envelliment i la pèrdua d'humitat, han de mantenir la forma circular per assegurar el bon funcionament, ja que és l'únic sistema que es té per a afinar l'instrument. Sovint les clavilles són de fusta d'arbres fruiters, com la perera europea, o fustes similars que siguin estables. Matheson, cap al 1720, digué, "si un llaütista viu vuitanta anys, de ben segur que seixanta els haurà passat afinant". La celleta se situa entre el claviller i el mànec, normalment d'ivori, amb petits espais buidats per a acomodar-hi les cordes i ajudin a mantenir la distància entre elles.

## Afinació
Les cordes del llaüt estan disposades per ordres, de dues cordes cadascun, tot i que en la corda més aguda és un ordre simple i rep el nom de chanterelle. En el Barroc tardà els ordres ja només tenen una corda. Els ordres són enumerats seqüencialment, començant per la més aguda, així que la chanterelle és el primer ordre, el parell següent són el segon ordre, etc. Així, un llaüt del Renaixement té 8 ordres, amb un total de 15 cordes, i al Barroc, amb 13 ordres, s'arriba a les 24 cordes.
Els ordres s'afinen a l'uníson per a les freqüències altes i intermèdies, però a les freqüències baixes una de les dues cordes s'afina una octava més amunt (tot i que això varia al llarg de la història del llaüt). Les dues cordes d'un ordre sempre es toquen i s'aturen alhora, com si fos una sola corda, però en casos rars, algunes peces requereixen que es toquin individualment.
L'afinació de les cordes del llaüt va variar en els diferents models més difosos en l'època en màxima difusió de l'instrument, entre el Renaixement i el Barroc. Aquí es mostren algunes de les afinacions més utilitzades:
| Instrument                                     | Afinació                                       |
| ---------------------------------------------- | ---------------------------------------------- |
| Llaüt del Renaixement, de sis ordres           | Llaüt del Renaixement, de sis ordres           |
| Llaüt del Renaixement, de vuit ordres          | Llaüt del Renaixement, de vuit ordres          |
| Llaüt de transició cap al Barroc, de 10 ordres | Llaüt de transició cap al Barroc, de 10 ordres |
| Llaüt barroc de 13 ordres                      | Llaüt barroc de 13 ordres                      |

## Altres significats del nom

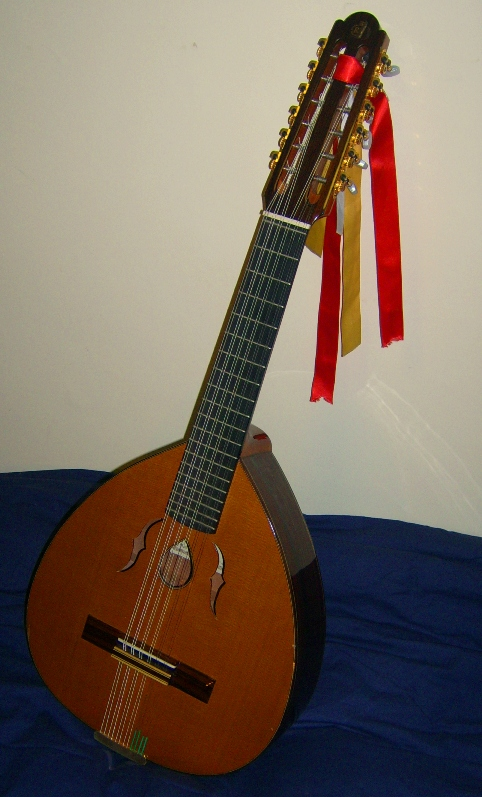
Llaüt actual utilitzat en les rondalles

Actualment, en el context de la música tradicional, en diversos indrets de la península Ibèrica també s'anomena llaüt un instrument de corda polsada i amb una caixa de ressonància que també té un perfil en forma de pera, però amb el fons pla, amb claviller igualment pla, semblant a la de la guitarra, amb sis ordres dobles, i que habitualment forma part de les rondalles.
Per extensió, també s'anomena llaüt tot aquell instrument en què les cordes se situen en un pla paral·lel a la caixa durant tota la llargada d'un mànec ixent. En aquest cas s'acostuma a parlar, més aviat de la família dels llaüts. Corresponen als instruments de l'apartat 321 de la classificació numèrica de classificació de Hornbostel-Sachs

## L'ud
El llaüt (ud) utilitzat a Turquia i a tot l'Orient Mitjà no té trastos, ja que impedirien la realització dels quarts de to, necessaris en les escales orientals. Té el mànec una mica més curt en comparació amb el llaüt europeu i una caixa de ressonància més grossa. Normalment compta amb un bordó, o corda greu, i quatre dobles cordes. El seu registre és de dues octaves i mitja. Aquest instrument és utilitzat en la música clàssica i popular de tots els països àrabs, a més de Turquia, l'Iran, el Pakistan, Armènia i Grècia.

## Iconografia del llaüt

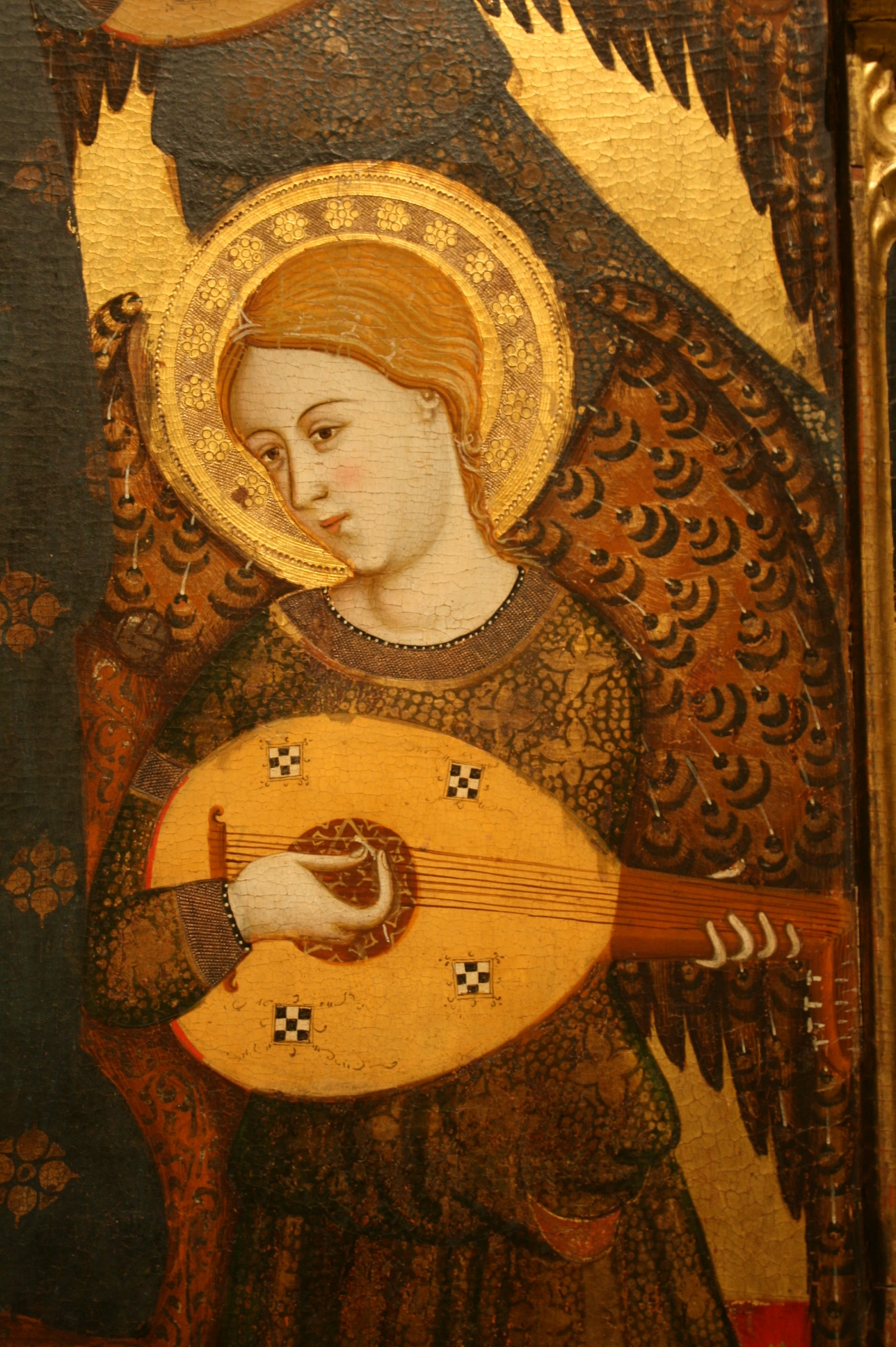
Àngel tocant un llaüt en el retaule "Mare de Déu de llet" de Llorenç Saragossà. Darrer quart del segle xiv. MNAC.
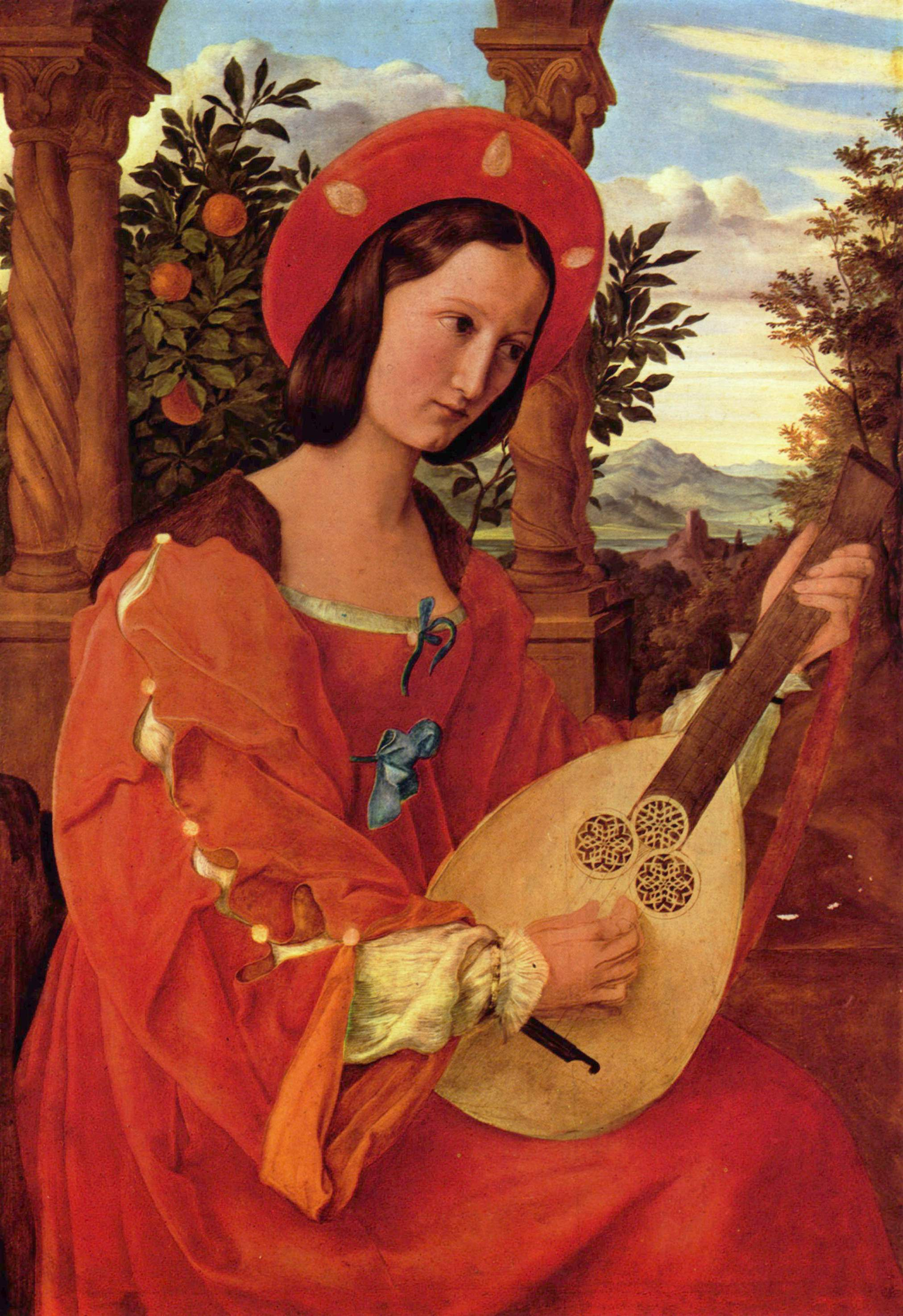
Quadre de Julius Schnorr von Carolsfeld.
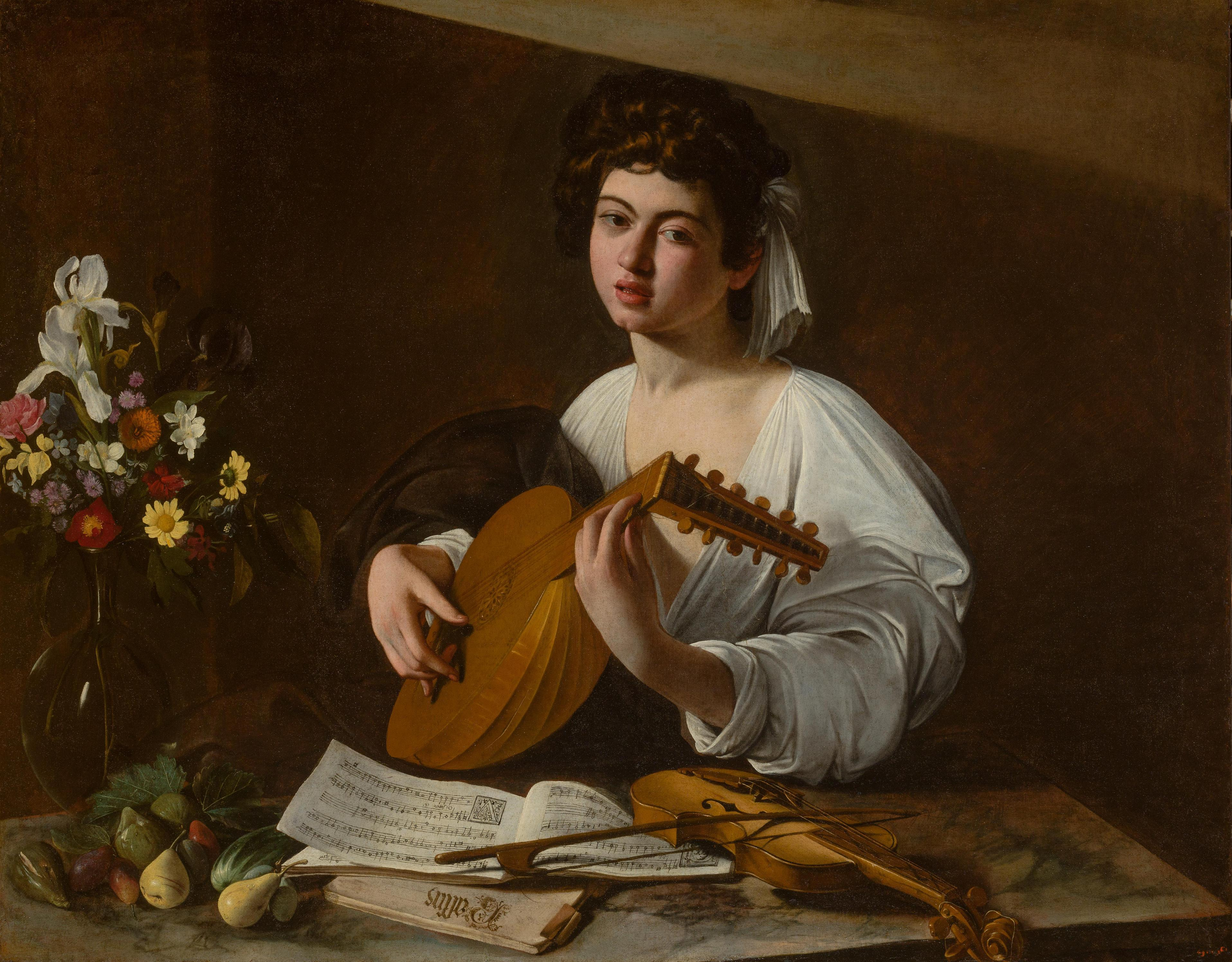
“El tocador de llaüt” de Caravaggio.
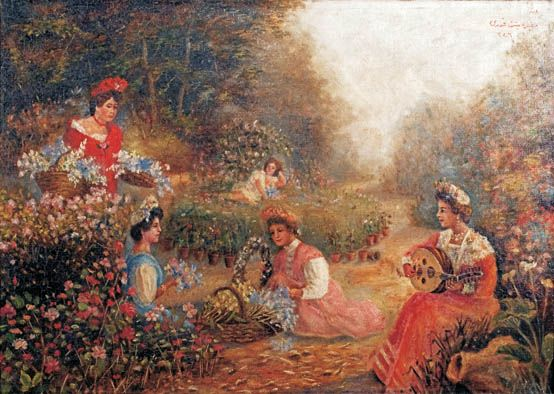
Dona tocant l'ud, obra de la pintora otomà Müfide Kadri.

## Llaütistes destacats
- Silvius Leopold Weiss
- Veit Bach
- Hopkinson Smith
- Rolf Lislevand
- Valentí Greff (segle xvi)